# 边带

AM信号频率之功率示意图。
要点：fc是载波频率，fm是最大调制频率

在无线电通信中，边带（英語：sideband）是比载波频率更高或更低的頻率带，所含功率为调制的结果。边带由载波外的调制信号的所有傅里叶分析组成。所有形式的调制都产生边带。
载波信号的振幅調變通常导致两个镜像边带。载波频率以上的信号分量构成上边带（upper sideband，USB），载波频率以下则是下边带（lower sideband，LSB）。在常规的AM传输中，有两个边带的载波及边带有时称为双边带（double sideband）调幅（DSB-AM）。
在某些形式的AM中，载波可以被移除，产生双边带抑制载波传输（DSB-SC）。一个例子是在38 kHz子载波的立体声调频广播（FM）上传输的立體聲差异（L-R）信息。接收机在本地通过将特殊的19 kHz导频音加倍来重新生成子载波，但在其他DSB-SC系统中，载波可以直接从边带根据科斯塔斯循环或平方循环生成。这在诸如相位偏移調變（BPSK）等信号持续存在的数字传输系统中很常见。

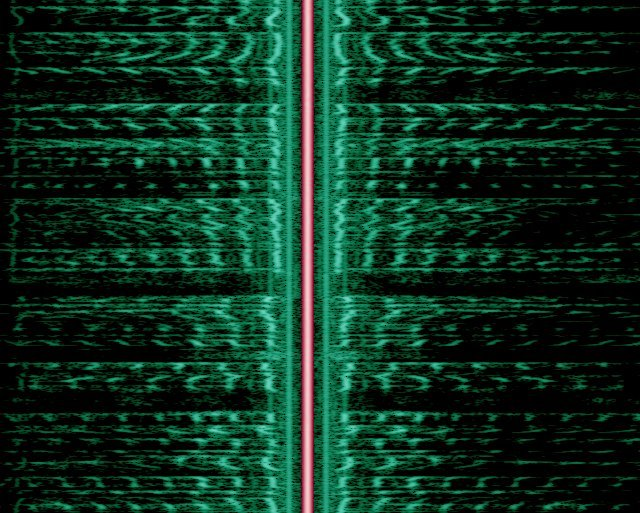
边带在AM广播的时频谱中很明显（载波以红色显示，两个镜像音频频谱（绿色）是下边带和上边带）。

如果一个边带使用其他边带的剩余部分，它被称为残留边带，这大多用在电视广播，否则将占用不可接受的带宽量。仅发送一侧的边带被称为单边带调制（SSB）。SSB是短波收音机上短波广播外的主要语音模式。由于多边带为镜像，所以使用哪侧边带是习惯问题。
在SSB中，载波被抑制，不影响边带中的信息而显著减少电功率（最多12dB）。这样能够更有效地使用发射机功率和RF带宽，但接收机必须使用拍频振荡器以重组载波。观察SSB接收机的另一种方式是作为RF到音频频率的转换器：在USB模式中，拨号频率从每个无线电分量中减去以产生相应的音频分量，而在LSB模式中，每个输入无线电频率分量从拨号频率中减去。
边带也可以干扰临近信道。与相邻信道重叠的边带部分必须被滤波器抑制，在调制前或调制后（通常两者都会）。在广播频带频率调制（FM）中， 子载波在75 kHz以上的被限制到小的调制百分比，并且禁止在99 kHz以上共同保护±75 kHz 正常偏差和±100 kHz 信道边界。业余无线电和公共服务FM发射机通常利用±5 kHz偏差。

#### 在纳米机械系统中
当系统处于非线性振动状态时，噪声挤压效应的频谱响应会在驱动频率两侧对称位置形成边带，通常被称为：噪声边带（noise sideband）。在不引入额外噪声的情况下在频谱响应中检测到的该边带则称为：热噪声边带（thermal noise sideband）。通过在低频段（通常小于数kHz）对系统引入周期性微小扰动（可以理解为频率-振幅调制，Frequency-amplitude modulation），即可在驱动频率附近形成参量调制的反谐振边带 （Antiresonance sideband）。